# Плоское (Алтайский край)
Пло́ское — село в Третьяковском районе Алтайского края. Административный центр Плосковского сельсовета.

## История
Основано в 1743 году. В 1928 году село состояло из 350 хозяйств, основное население — русские. В административном отношении являлось центром Плосковского сельсовета Змеиногорского района Рубцовского округа Сибирского края.

## Население
| 1926 | 1997 | 1998 | 1999 | 2000 | 2001 |
| ---- | ---- | ---- | ---- | ---- | ---- |
| 1946 | ↘930 | ↗945 | ↘937 | ↗979 | ↗993 |
| 2002 | 2003 | 2004 | 2005 | 2006 | 2007 |
| ↘875 | ↗904 | ↘892 | ↗961 | ↘957 | ↗960 |
| 2008 | 2009 | 2010 | 2011 | 2012 | 2013 |
| ↘944 | ↘882 | ↘794 | ↘791 | ↘774 | ↘737 |

## Улицы
| - ул. Заречная, - ул. Молодёжная, - ул. Набережная, | - ул. Советская, - ул. Урожайная, - ул. Центральная. |